# Бертрада от Лаон
Бертрада от Лаон или Бертрада Младата, в други езици също Бертруда (* ок. 725; † 12 юли 783 в Шоаси, Choisy, Département Oise) е дъщеря на граф Хериберт от Лаон и внучка на Бертрада Старата, основателката на манастира в Прюм.
Тя се омъжва 741 г. за краля на франките Пипин III (Пипин Къси или Пипин Млади; † 768), през 742 г. става майка на Карл Велики и през 754 г. кралица. Тя и Пипин са толкова близки роднини, че не са имали право да се женят; 6 години след раждането на Карл Велики връзката им се легализира.
Въпреки голямото си влияние не успява да спре караниците между синовете си Карл и Карлман I след смъртта на съпруга ѝ. Тя се свързва с роднината си херцог Тасило III от Бавария (майка му Хилтруда, + 754, е дъщеря на Карл Мартел) против въстаналите лангобарди.
Майка е на 6 деца:
- Карл Велики (* 2 април, великден, 747 или 748 г.; † 28 януари 814 в Аахен)
- Карлман I (* 751; † 4 декември 771, погребан в Реймс)
- Гизела (* 757, † 810), станала 788 г. абтеса на Chelles, в областта на Париж
- Пипин (* 759, † 761)
- Ротхайд
- Аделхайд

Погребана е в базиликата Сен Дени в Париж до съпруга си Пипин, по нареждане на Карл Велики.